# ستان لندن
ستان لندن (بالإنجليزية: Stan London)‏ هو طبيب أمريكي، ولد في 1925.